# 白倉あや
白倉 あや（しらくら あや、1997年3月8日 - ）は、日本のタレント、女優、モデル。2019年、青山学院大学在学中。帰国子女。学生起業家。可愛すぎるスタバ店員として話題に。ファッションブランド「MAVIMOON」を開設。
新事業として海外進出を目指した『THE TOÉ』を開設。

## 人物
趣味は読書、料理、ヨガ、ディズニー、特技は弓道、茶道、華道、ピアノ。
英語検定1級の資格を持つ。

## 雑誌
- JJ（2018年）

## 雑誌連載
- Seventeen（2018年10月号 - 2019年4月号、集英社） - モデル
- ViVi (2019年6月号、講談社) - モデル
- ヤングジャンプ (2019年20号、講談社) - 巻頭グラビア[3][4]

## 経歴
大学生時代よりモデルに興味を持つ。夢を実現するきっかけとして大学3年の時にオーディションを受け、全国10000人の応募者の中から、グランプリに選ばれ、2018年8月にモデルデビュー。
ファッションモデルとして、雑誌『Ray』の「美少女図鑑」にて登場。